# Doomscrolling
Doomscrolling – poświęcanie nadmiernej uwagi i czasu na przyswajanie negatywnych, niepokojących wiadomości z mediów, w odniesieniu do przeglądania informacji na ekranie smartfona lub komputera. Termin ten wywodzi się od angielskich słów doom – co dosłownie oznacza śmierć lub fatum, oraz scroll – przewijanie zawartości ekranu na urządzeniu elektronicznym; słowo surf, natomiast tłumaczone z angielskiego jest jako czynność przeglądania zamieszczanych w Internecie treści.

## Historia
Według reporterki Karen Ho pojęcie zostało najprawdopodobniej użyte po raz pierwszy na portalu społecznościowym. Samo zjawisko kształtowało się wraz z rozpowszechnianiem się mediów internetowych jeszcze zanim przypisano mu nazwę. Termin ten zyskał na popularności po wybuchu pandemii COVID-19 w 2020 roku. To właśnie wtedy w mediach pojawiały się bardzo liczne wiadomości o nowej chorobie i doniesienia z krajów, w których wirusem zarażało się i umierało wielu ludzi. Zjawisko to przybiera na sile ilekroć na świecie mają miejsce szeroko komentowane w mediach katastrofy, konflikty i inne negatywne wydarzenia oddziałujące na życie jednostek.

## Przyczyny
Powodem doomscrollingu jest lęk przed niewiedzą i potrzeba zmniejszenia go. Dzięki regularnemu monitorowaniu zagrażających zdarzeń zyskujemy poczucie lepszego przygotowania do nadejścia niebezpieczeństwa i wypełniamy lukę informacyjną. Nie chcemy, by ominęła nas żadna istotna informacja, więc spędzamy dużo czasu na przeglądaniu mediów.
Początkowo osoby szukają pozytywnych, pokrzepiających informacji, kierując się chęcią zmniejszenia lęku. Zwykle jednak w trakcie przeglądania natrafiają na doniesienia o odwrotnym wydźwięku i przyjmowania ich w nadmiernej ilości. Prowadzi to do nasilenia lęku i niepokoju, co w konsekwencji prowadzi do powstania błędnego koła i ponownego zaangażowania w czynność poszukiwania informacji. Koło to napędzane jest przez algorytmy mediów społecznościowych, które wyświetlają na ekranach użytkowników informacje o podobnym zakresie tematycznym względem ostatnio wyszukiwanych haseł.
Wyjaśnień dotyczących źródła tego zjawiska dostarcza psychologia ewolucyjna, zgodnie z którą negatywne sygnały przyciągają naszą uwagę, ponieważ informują one o zagrożeniu fizycznym, przed którym w sposób zautomatyzowany chcemy się uchronić.

## Błędy poznawcze
Zjawisko doomscrollingu wzmacniane jest za sprawą błędów poznawczych. Jednym z nich jest efekt potwierdzenia (ang. confirmation bias), oznaczający skłonność do przypisywania większej wagi dowodom potwierdzającym popieraną przez nas hipotezę, a odrzucania lub umniejszania dowodów z nią sprzecznych.
Związany z doomscrollingiem błąd zakotwiczenia (ang. anchoring bias) to skłonność do potwierdzania i lepszego zapamiętywania pierwszej informacji jaka trafiła do nas w danym obszarze tematycznym. Zabarwienie emocjonalne pierwszego doniesienia, jakie pozyskamy w konkretny temat tworzy filtr przez który interpretowane są kolejne informacje.

## Skutki psychologiczne
Doomscrolling może prowadzić do wystąpienia negatywnych reakcji psychofizycznych i pogorszenia nastroju. Badania dowodzą, że przyjmowanie informacji o negatywnych zdarzeniach silniej oddziałuje na naszą psychikę, niż wiadomości o wydarzeniach neutralnych i pozytywnych. Jest to związane z inklinacją negatywną, czyli powszechną tendencją do odczuwania mocniej negatywności, niż dobrych wieści.
Profesor Jeffrey Hall z Uniwersytetu w Kansas zauważa, że ze względu na dobrobyt i ogólne zadowolenie większości jednostek informacje o negatywnych wydarzeniach przyciągają naszą uwagę bardziej, niż o neutralnych i pozytywnych.
Badania dowodzą, że pochłanianie złych wiadomości ma niekorzystny wpływ na nasze zdrowie mentalne. Doomscrolling może nasilać objawy lękowe i depresyjne wśród pacjentów cierpiących z powodu zaburzeń psychicznych. U osób zmagających się z zaburzeniami lękowymi pod wpływem doomscrollingu zwiększa się również częstość i uporczywość myśli ruminacyjnych, co przyczynia się do częstszego występowania ataków paniki.
Choć nie możemy wyszczególnić uniwersalnego wzorca działania doomscrollingu na psychikę, to zauważyć można powodowaną nim tendencję do pogłębiania poczucia izolacji, poziomu depresyjności, stresu, lęku i niepokoju.
Psycholog kliniczny, dr Carla Marie Manly zasugerowała, że wśród niektórych osób doomscrolling może mieć potencjał uzależniający, ponieważ za jego sprawą jednostka tworzy złudzenie bezpieczeństwa w ciężkiej sytuacji.